# Feels
"Feels" é uma canção do DJ e produtor escocês Calvin Harris, contida em seu quinto álbum de estúdio Funk Wav Bounces Vol. 1 (2017). Conta com a participação dos cantores estadunidenses Pharrell Williams e Katy Perry e do rapper compatriota Big Sean, e foi composta pelo quarteto juntamente com Brittany Hazzard, sendo produzida por Harris. A faixa foi lançada em 16 de junho de 2017, através da Columbia Records, servindo como o quarto single do disco.

## Lançamento
Em 14 de junho de 2017, Harris anunciou através de suas redes sociais o lançamento de "Feels" como o quarto single de seu futuro álbum para o dia seguinte, acompanhado pela capa e os créditos da canção.

## Recepção crítica
Andy Cush, da revista Spin, considerou canção um pouco fraca, mas com uma balanço irreparável: "Tem uma habilidosa mescla de sons do ápice das gravações analógicas do meio dos anos 70, a era da disco e do rock iate: uma linha de baixo quente e arredondada, uma guitarra estilo Nile Rodgers, uma linha descendente e lisa no Fender Rhodes". Elias Leight, da Rolling Stone, disse que ela é "um loop simples e leve, que combina uma pontual guitarra ska, uma linha de teclado divertida e gemidos encantadores que lembram um personagem de desenho animado escorregando em uma casca de banana". Brent Faulkner, da página The Hype Musical, também a chamou de sub produzida, deixando a desejar como canção, acrescentando que "'Feels' é o tipo de canção que agrada mais por causa do som do que pela letra".

## Vídeo musical
O vídeo musical correspondente foi dirigido por Emil Nava e lançado em 26 de junho de 2017 na conta de Harris no serviço Vevo. Ao longo da gravação, ele, Williams, Perry e Big Sean relaxam em um cenário reminiscente a uma uma ilha deserta.

## Créditos
Todo o processo de elaboração de "Feels" atribui os seguintes créditos:
Gravação
- Gravada nos God's Eye Studios (Los Angeles, Califórnia), Glenwood Place Studios (Burnank, Califórnia), Westlake Recording Studios (West Hollywood, Califórnia) e Mobile Trap Studios (Anytown, Estados Unidos)
- Mixada nos God's Eye Studios (Los Angeles, Califórnia)
- Masterizada nos The Mastering Place (Nova Iorque)

Publicação
- Publicada pelas empresas EMI Music Publishing/Sony ATV (ASCAP), EMI Pop Music Publishing/More Water From Nazareth (GMR), People Over Planes (ASCAP) / These Are Songs of Pulse (ASCAP), When I'm Rich You'll Be My Bitch (ASCAP) — administrada pela WB Music Corp, UMPG (ASCAP)
- A participação de Pharrell Williams é uma cortesia da I Am Other Entertainment
- A participação de Katy Perry é uma cortesia da Capitol Records
- A participação de Big Sean é uma cortesia da Getting Out Our Dreams, Inc./Def Jam Recordings, uma divisão da UMG Recordings, Inc.

Produção
| - Calvin Harris: composição, produção, mixagem baixo Ibanez 1200, Linn LM-2, piano Yamaha Ux Ebony de 1976, Gibson SG Custon, Fender Stratocaster de 1965, piano elétrico Wurlitzer, palmas - Pharrell Williams: vocais, composição - Katy Perry: vocais, composição - Big Sean: vocais, composição - Brittany Hazzard: composição | - Gregg Rominecki: gravação - Mike Larson: gravação - Marcos Tovar: gravação - Jacob Dennis: assistência de gravação - Iain Findlay: assistência de gravação - Dave Kutch: masterização |

## Desempenho nas tabelas musicais
| Tabela musical (2017)                                  | Melhor posição |
| ------------------------------------------------------ | -------------- |
| Alemanha (Media Control Charts)                        | 15             |
| Austrália (ARIA Charts)                                | 3              |
| Austrália (ARIA Dance Singles Chart)                   | 1              |
| Áustria (Ö3 Austria Top 40)                            | 20             |
| Bélgica (Ultratop 50 de Flandres)                      | 6              |
| Bélgica (Ultratop 40 da Valônia)                       | 6              |
| Canadá (Canadian Hot 100)                              | 5              |
| Colômbia (National Report)                             | 3              |
| Dinamarca (Tracklisten)                                | 7              |
| Escócia (The Official Charts Company)                  | 2              |
| Eslováquia (IFPI Slovenská Republika)                  | 4              |
| Espanha (Productores de Música de España)              | 24             |
| Estados Unidos (Billboard Hot 100)                     | 20             |
| Estados Unidos (Dance/Electronic Songs)                | 1              |
| Estados Unidos (Hot Dance Club Songs)                  | 16             |
| Estados Unidos (Pop Songs)                             | 8              |
| Estados Unidos (Adult Pop Songs)                       | 19             |
| Estados Unidos (Top R&B/Hip-Hop Songs)                 | 10             |
| Finlândia (IFPI Finlândia)                             | 12             |
| França (Syndicat National de l'Édition Phonographique) | 1              |
| Hungria (Magyar Hanglemezkiadók Szövetsége)            | 24             |
| Irlanda (Irish Recorded Music Association)             | 3              |
| Israel (Media Forest)                                  | 1              |
| Itália (Federazione Industria Musicale Italiana)       | 25             |
| Japão (Japan Hot 100)                                  | 34             |
| Líbano (The Official Lebanese Top 20)                  | 9              |
| Noruega (VG-lista)                                     | 6              |
| Nova Zelândia (NZ Top 40 Singles)                      | 3              |
| Países Baixos (MegaCharts)                             | 12             |
| Polônia (Związek Producentów Audio Video)              | 48             |
| Portugal (Associação Fonográfica Portuguesa)           | 11             |
| Reino Unido (UK Singles Chart)                         | 1              |
| Chéquia (IFPI Česká Republika)                         | 9              |
| Suécia (Sverigetopplistan)                             | 19             |
| Suíça (Schweizer Hitparade)                            | 10             |

| País (Empresa)             | Certificação |
| -------------------------- | ------------ |
| Alemanha (BVMI)            | Ouro         |
| Austrália (ARIA)           | 3× Platina   |
| Bélgica (BEA)              | Platina      |
| Dinamarca (IFPI Dinamarca) | Ouro         |
| Espanha (PROMUSICAE)       | Platina      |
| Estados Unidos (RIAA)      | Platina      |
| França (SNEP)              | Diamante     |
| Itália (FIMI)              | 2× Platina   |
| Nova Zelândia (RMNZ)       | Platina      |
| Reino Unido (BPI)          | Platina      |
| Suécia (GLF)               | 2× Platina   |

## Histórico de lançamento
| País           | Data                | Formato           | Gravadora |
| -------------- | ------------------- | ----------------- | --------- |
| Mundo          | 16 de junho de 2017 | Download digital  | Columbia  |
| Itália         | 16 de junho de 2017 | Rádios mainstream | Sony      |
| Estados Unidos | 20 de junho de 2017 | Rádios mainstream | Columbia  |